# David O'Hare
David O'hare (nacido el 1 de junio de 1990) es un tenista profesional de Irlanda, nacido en la ciudad de Dublín.

## Carrera
Su mejor ranking individual es el Nº 1438 alcanzado el 24 de agosto de 2015, mientras que en dobles logró la posición 140 el 12 de septiembre de 2016.
No ha logrado hasta el momento títulos de la categoría ATP ni de la ATP Challenger Tour.

## Títulos; 3 (0 + 3)
| Leyenda                     | Individuales | Dobles |
| --------------------------- | ------------ | ------ |
| Grand Slam                  | 0            | 0      |
| ATP World Tour Finals       | 0            | 0      |
| ATP World Tour Masters 1000 | 0            | 0      |
| ATP World Tour 500 Series   | 0            | 0      |
| ATP World Tour 250 Series   | 0            | 0      |
| ATP Challenger Series       | 0            | 3      |

### Dobles
| No. | Fecha      | Torneo                  | Superficie | Pareja        | Rival en la final                         | Resultado      |
| --- | ---------- | ----------------------- | ---------- | ------------- | ----------------------------------------- | -------------- |
| 1.  | 21.11.2015 | Challenger de Champaign | Dura       | Joe Salisbury | Austin Krajicek Nicholas Monroe           | 6-1, 6-4       |
| 2.  | 27.11.2016 | Challenger de Columbus  | Dura       | Joe Salisbury | Luke Bambridge Cameron Norrie             | 6-3, 6-4       |
| 3.  | 4.02.2017  | Challenger de Dallas    | Dura       | Joe Salisbury | Jeevan Nedunchezhiyan Christopher Rungkat | 6-7, 6-3, 11-9 |